# 相模湖モーターボート競走組合
相模湖モーターボート競走組合（さがみこモーターボートきょうそうくみあい）は、神奈川県にかつて存在した一部事務組合である。

## 概要
元々は相模湖に競艇場を開設するため当時の津久井郡の町村が設置した組合であり、組合の事務所は神奈川県津久井郡相模湖町寸沢嵐213番地の2（当時）に存在した。組合は郡内の日連村に「相模湖競艇場」を開設する方針であったが、資金難や工事を委託した会社の不手際で建設が遅れたことにより、新規の競艇場建設を認めない方針が決定された時点で工事が間に合わず、競艇場の設置を断念することになった。
これにより多額の負債が残ったため、組合で競艇を主催し返済することになり、関東周辺で競艇場を主催している施行者に請願した結果、平和島競艇場を主催する東京都府中市から承諾を得られたため、昭和35年より当時の城山町、津久井町、相模湖町および藤野町を構成団体として、平和島競艇場の施行に関する事務を共同処理するようになり、数年後に負債は完済したが組合はそのまま競艇を主催し続けた。
しかし平成の大合併により、構成4町もそれぞれ活発な合併議論が行われ、合併議論の動向そのものは二転三転する状態であったが、競艇事業については収益が落ち込んでいたことから撤退で4町の意見が一致したため、2004年度限りで競艇事業を廃止し組合は解散することとなった。
なお、国土交通大臣の告示により、それまで組合が有していた競艇施行権25日分については、もう一つの平和島競艇施行者である府中市に引き継がれ、2005年度以降は平和島競艇の全日程を同市が主催している。

## 歴史
- 1954年3月30日 - 組合設立。
- 1960年3月31日 - 平和島競艇場にて組合主催のモーターボート競走を初開催。
- 2005年3月31日 - 組合解散。